# HOT-DIP錫めっき
HOT-DIP錫（すず）めっきは、溶融錫の中に母材金属を浸して母材金属の表面に錫皮膜を形成させるめっき方法で、溶融めっきの一種。自動車、電気、電子部品等において幅広く使用されている。

## 特徴
HOT-DIP錫めっきは以下のような特徴を持つめっき方法である。
- 錫は融点が低く（232℃）、母材金属として使用される銅合金や鉄鋼製品が加熱によって変質することがない。
- 電気めっき等で使用されるめっき液を使用しないため、製法が無公害で、環境にやさしいめっき方法といえる。
- 溶融めっきのため、めっき皮膜内の内部応力が少なく、他のめっき方法に比べて対ウィスカー性に優れている。
- 耐食性、はんだ付け性に優れている。

## 歴史
溶融めっき自体は古くから行われていたが、めっきを薄く均一につけることが難しく、電気・電子部品等に多く使用される銅合金等へのめっき方法は、電気リフローめっきが主流となっていた。
特に1970年代のワイピングによる機械的なめっき厚の調整方法では、きれいなめっき肌を均一に薄くつけることが困難であった。
その後、エアーナイフによるめっき厚調整が行われ、めっき肌は改善されてきたが、めっき厚を均一かつ薄くすることには、なおも限界があった。
1984年にホットエアーを使用するHALT法が考案され、これによって電気めっきを凌ぐめっき肌と、電気めっきと同等のめっき厚の均一性を有するめっきが可能となり、かつ製法が無公害であることから、自動車や電気・電子部品に幅広く使用されるようになった。